# Municipio de Tollette
El municipio de Tollette (en inglés: Tollette Township) es un municipio ubicado en el condado de Howard en el estado estadounidense de Arkansas. En el año 2010 tenía una población de 240 habitantes y una densidad poblacional de 97,64 personas por km².

## Geografía
El municipio de Tollette se encuentra ubicado en las coordenadas 33°49′5″N 93°53′49″O / 33.81806, -93.89694. Según la Oficina del Censo de los Estados Unidos, el municipio tiene una superficie total de 2.46 km², de la cual 2,46 km² corresponden a tierra firme y (0 %) 0 km² es agua.

## Demografía
Según el censo de 2010, había 240 personas residiendo en el municipio de Tollette. La densidad de población era de 97,64 hab./km². De los 240 habitantes, el municipio de Tollette estaba compuesto por el 2,92 % blancos, el 96,67 % eran afroamericanos, el 0,42 % eran amerindios. Del total de la población el 0 % eran hispanos o latinos de cualquier raza.